# Elvy Varela
Elvy Varela (...) è un ex giocatore di football americano francese che ha giocato come wide receiver.